# Oszukana
Oszukana (ang. Changeling) – amerykański dramat obyczajowy z 2008 r. na podstawie scenariusza napisanego przez J. Michaela Straczynskiego, w reżyserii Clinta Eastwooda. Scenariusz filmu oparty został na prawdziwych wydarzeniach. Zdjęcia kręcono w Los Angeles i okolicach.

## Fabuła
Jest rok 1928, Los Angeles. Samotna matka Christine Collins wychowuje dziewięcioletniego syna Waltera. Pewnego dnia wychodzi do pracy, zastępując koleżankę. Kiedy wraca do domu, nie zastaje tam syna. Po przeszukaniu okolicy postanawia zgłosić zaginięcie, jednak policja zajmuje się sprawą dopiero następnego dnia, przekonując matkę, że syn na pewno wróci sam.
Po kilku miesiącach policja wreszcie odnajduje Waltera. Przy blasku reporterskich fleszy syn zostaje zwrócony matce. Jednak ta nie rozpoznaje w nim swojego dziecka. Kapitan J.J. Jones próbuje jej wmówić, że się myli, a zmiany chłopca powstały wskutek ciężkich przeżyć. Christine jest jednak pewna, że to nie jej syn, co potwierdza stomatolog chłopca i nauczycielka ze szkoły. Wielebny Briegleb postanawia jej pomóc i przeciwstawić się skorumpowanej policji. Kapitan, nie mogąc pozbyć się kobiety, umieszcza ją w zakładzie psychiatrycznym. Twierdzi, że nie jest zdrowa na umyśle, skoro nie rozpoznaje własnego dziecka. Christine jest tam bardzo źle traktowana, zmuszana do zażywania leków i szantażowana.
W tym czasie zatrzymany przez policję chłopiec - Sanford - opowiada detektywowi makabryczną historię o tym, jak jego wujek Gordon Northcott mordował małych chłopców i zmuszał go, żeby mu w tym pomagał. Rozpoznaje, że wśród ofiar był Walter Collins.
Pastorowi Brieglebowi udaje się wyciągnąć Christine ze szpitala psychiatrycznego, a następnie każdą zdrową kobietę, która się tam znajdowała. Zostaje wytoczony proces przeciwko policji i Northcottowi, który zostaje skazany na śmierć. Christine ma okazję stanąć twarzą w twarz z mordercą, jednak on nie przyznaje się do zamordowania jej syna.
Po kilku latach, w których kobieta wciąż nieskutecznie próbowała odnaleźć syna, odnajduje się jeden chłopiec, który razem z Walterem uciekł z farmy, ale później się rozłączył z synem Christine i nie wie, co się z nim stało. Daje to Christine nadzieję, że uda jej się odzyskać dziecko. Tak się jednak nie dzieje, choć kobieta przez całe życie wierzyła, że Walter żyje.

## Obsada
- Angelina Jolie jako Christine Collins
- John Malkovich jako pastor Gustav Briegleb
- Michael Kelly jako detektyw Lester Ybarra
- Jeffrey Donovan jako J.J. Jones
- Devon Conti jako Arthur
- Devon Gearhart jako Jeffrey
- Jim Nieb jako Richard Thomas
- Jason Butler Harner jako Gordon Northcott
- Jeffrey Hutchinson jako pan Clay
- Eddie Alderson jako Sanford Clark
- Brian Prescott jako Bailiff
- Kelly Lynn Warren jako Rachel Clark
- Denis O’Hare jako dr Jonathan Steele

## Nagrody i nominacje
Amerykańska Akademia Sztuki i Wiedzy Filmowej – Oscar
- nominacja: Najlepsza aktorka pierwszoplanowa – Angelina Jolie
- nominacja: Najlepsza scenografia - Gary Fettis, James J. Murakami, Patrick M. Sullivan Jr.
- nominacja: Najlepsze zdjęcia – Tom Stern

Hollywoodzkie Stowarzyszenie Prasy Zagranicznej – Złoty Glob
- nominacja: Najlepsza aktorka pierwszoplanowa – Angelina Jolie
- nominacja: Najlepsza muzyka – Clint Eastwood

Brytyjska Akademia Sztuk Filmowych i Telewizyjnych – BAFTA
- nominacja: Najlepsza aktorka pierwszoplanowa – Angelina Jolie
- nominacja: Najlepsza scenografia - Gary Fettis, James J. Murakami, Patrick M. Sullivan Jr.
- nominacja: Najlepsze kostiumy - Deborah Hopper
- nominacja: Najlepsze zdjęcia – Tom Stern
- nominacja: Najlepszy dźwięk - Alan Robert Murray, Gregg Rudloff, John T. Reitz, Walt Martin
- nominacja: Najlepszy montaż - Gary Roach, Joel Cox
- nominacja: Najlepszy reżyser – Clint Eastwood
- nominacja: Najlepszy scenariusz oryginalny – J. Michael Straczynski

Akademia Science Fiction, Fantasy i Horroru – Saturn
- nominacja: Najlepszy film akcji / przygodowy / thriller
- nominacja: Najlepsza aktorka – Angelina Jolie
- nominacja: Najlepsza muzyka – Clint Eastwood
- nominacja: Najlepsza reżyseria – Clint Eastwood
- nominacja: Najlepsze kostiumy - Deborah Hopper
- nominacja: Najlepszy scenariusz – J. Michael Straczynski

Amerykańska Gildia Aktorów Filmowych – Aktor
- nominacja: Najlepsza aktorka w roli głównej – Angelina Jolie

Międzynarodowa Akademia Prasy – Złota Satelita
- wygrana: Najlepsza aktorka w dramacie – Angelina Jolie
- nominacja: Najlepsze zdjęcia – Tom Stern

Amerykańska Gildia Scenografów
- nominacja: Najlepsza scenografia w filmie kostiumowym - Gary Fettis, James J. Murakami, Patrick M. Sullivan Jr.

Amerykańska Gildia Kostiumologów
- nominacja: Najlepsze kostiumy w filmie kostiumowym - Deborah Hopper

Międzynarodowy Festiwal Sztuki Autorów Zdjęć Filmowych Plus Camerimage – Złota Żaba
- nominacja: Udział w konkursie głównym – Tom Stern